# Adriano Magalhães da Nóbrega
Adriano Magalhães da Nóbrega, também conhecido como Capitão Adriano ou Gordinho, (Rio de Janeiro, 14 de janeiro de 1977 - Esplanada, 9 de fevereiro de 2020), foi um policial militar e miliciano brasileiro.
Considerado um exímio atirador, o capitão encarnou como poucos a banda podre da Polícia Militar do Estado do Rio de Janeiro. Durante sua carreira como policial militar, trabalhou como segurança de pessoas ligadas ao jogo do bicho no Rio de Janeiro, tornou-se um dos líderes do Escritório do Crime, um grupo de extermínio formado por policiais e ex-policiais, e integrou uma milícia que atua em Rio das Pedras, zona oeste do Rio do Janeiro. Antes de ser expulso da Polícia Militar do Estado do Rio de Janeiro em 2014, havia sido preso e solto por três crimes, entre os quais um assassinato e uma tentativa de assassinato, mas acabou absolvido por falta de provas.
O miliciano ficou também notabilizado nacionalmente pelo seu histórico de ligações com Flávio Bolsonaro, filho do ex-presidente Jair Bolsonaro. Quando esteve preso pela primeira vez, acusado pelo homicídio de um guardador de carros, Adriano foi condecorado pelo então deputado estadual Flávio Bolsonaro com a Medalha Tiradentes, mais alta honraria da Assembleia Legislativa do Rio de Janeiro. Após a absolvição do PM em 2007, Flavio Bolsonaro passou a empregar a mãe e a mulher do Capitão Adriano em seu gabinete na Alerj. Anos depois, Adriano foi denunciado em investigações que apuravam a prática de “rachadinha” no gabinete de Flávio Bolsonaro na Assembleia Legislativa do Rio de Janeiro. Segundo o Ministério Público do Rio de Janeiro, o miliciano ficava com parte dos valores arrecadados pelo então deputado estadual, em um esquema gerenciado por Fabrício Queiroz, policial militar e ex-assessor parlamentar de Flavio Bolsonaro.
Era considerado foragido da Justiça brasileira desde uma operação deflagrada pelo Ministério Público do Rio de Janeiro contra milicianos em 2019, com acusações de crimes como agiotagem, grilagem de terras, pagamento de propina a agentes públicos e construções ilegais, notadamente através de chantagem e violência física. Cerca de um ano depois, o ex-capitão da PM do Rio foi morto na zona rural da cidade de Esplanada, supostamente em um confronto com agentes da Polícia Militar do Estado da Bahia.

## Biografia
Nascido no Rio de Janeiro em 14 de janeiro de 1977, Adriano da Nóbrega começou sua carreira como militar ao ingressar na Polícia Militar do Estado do Rio de Janeiro em 1996. Formou-se na Academia de Polícia Militar Dom João VI, tendo se tornado aspirante a oficial em dezembro de 1998 e promovido a 1º tenente em agosto de 2000. Durante seus primeiros anos como PM, o agente recebeu treinamento de elite, tendo feitos cursos como de sniper (atirador de elite), de operações táticas especiais e de segurança especial para autoridades.
Em 2003, Adriano da Nóbrega serviu no 18º Batalhão da PM, em Jacarepaguá, zona oeste do Rio do Janeiro, onde conheceu e se tornou amigo do então sargento Fabrício Queiroz, futuro assessor parlamentar no gabinete de Flávio Nantes Bolsonaro na Assembleia Legislativa do Rio de Janeiro. Foi o próprio Queiroz quem indicaria Danielle Mendonça da Costa, esposa de Adriano, para trabalhar na Alerj com o deputado estadual. Ainda em 2003, por iniciativa de Flávio Bolsonaro, o então tenente Adriano recebeu uma menção honrosa, uma moção de louvor e congratulações da Assembleia fluminense.
No início de 2004, foi detido pela primeira vez acusado pelo homicídio do flanelinha Leandro dos Santos Silva, que morto a tiros dentro da favela de Parada de Lucas, zona norte do Rio do Janeiro, após ter denunciado um esquema de esquema de extorsão praticado por PMs. Em setembro de 2005, ainda enquanto estava na cadeia e aguardava seu julgamento, Adriano da Nóbrega recebeu a Medalha Tiradentes, a maior honraria do Poder Legislativo fluminense, concedida pelo então deputado estadual Flávio Bolsonaro sob a justificativa de ter liderado a prisão de doze criminosos e apreendido armamentos e drogas no Rio de Janeiro. Em outubro de 2005, o então tenente acabou condenado em primeira instância a uma pena de 19 anos e seis meses de prisão pela morte de Leandro dos Santos Silva. Dias depois, o então deputado federal Jair Messias Bolsonaro fez um pronunciamento no plenário da Câmara dos Deputados condenando o julgamento do PM, o qual o próprio parlamentar afirmou ter comparecido, e defendendo que Adriano era um “brilhante oficial” e merecia um novo júri. Após a defesa do tenente entrar com um recurso, o Tribunal de Justiça do Rio de Janeiro anulou a sentença de Adriano, que acabou absolvido no ano seguinte.
A partir de 2006, começou a atuar como segurança para familiares do contraventor Valdomiro Paes Garcia, conhecido como Maninho, assassinado em 2004. Na função, o capitão Adriano teria participado de pelo menos oito homicídios entre os anos de 2006 e 2009, a mando do contraventor da máfia dos caça-níqueis José Luiz de Barros Lopes, conhecido como Zé Personal e casado com uma filha de Maninho. Em 2008, Adriano foi preso pela tentativa de assassinato do pecuarista Rogério Mesquita, que disputava com Shanna e Zé Personal o controle dos negócios de Maninho. Solto após o fim do prazo da prisão temporária, o policial voltou a ser preso por esse crime no final de 2011, durante a "Operação Tempestade no Deserto". No ano seguinte, Adriano da Nóbrega acabou inocentado por falta de provas, pois as testemunhas que serviram como base para a denúncia não confirmaram os depoimentos à Justiça.
Entretanto, um processo administrativo disciplinar conduzido pela Polícia Militar fluminense concluiu que o capitão Adriano atuava como segurança do contraventor Zé Personal, o que levou a ser exonerado da corporação em janeiro de 2014. Embora tenha sido expulso da PM, Danielle Mendonça da Costa, mulher de Adriano, continuou empregada no gabinete de Flávio Bolsonaro na Alerj, ocupando desde 2007 o cargo de assessora. Em 2016, quando já se passavam mais de dois anos da exoneração do PM, Raimunda Veras Magalhães, a mãe de Adriano, foi também nomeada assessora do gabinete de Flávio na Assembleia fluminense. De acordo com o Ministério Público do Rio de Janeiro, a esposa e a mãe de Adriano da Nóbrega participavam de um esquema chamado "rachadinha", operado por Fabrício Queiroz, então assessor parlamentar de Flávio Bolsonaro, no qual funcionários fantasmas ganhavam salários sem trabalhar e repassavam grande parte das remunerações ao deputado estadual. De acordo com as investigações dos promotores, Danielle e Raimunda receberam ao menos R$ 1,029 milhão em salários na Alerj, dos quais cerca de R$ 203 mil foram repassados a Fabrício Queiroz. O próprio Adriano de Nóbrega, segundo as investigações do Ministério Público do Rio de Janeiro, ficava com parte dos valores arrecadados pelo então deputado estadual Em 13 de novembro de 2018, poucos dias após a vitória de Jair Bolsonaro na eleição presidencial, as duas familiares do miliciano foram exoneradas do gabinete de Flavio Bolsonaro, que havia sido eleito senador pelo mesmo pleito.

## Morte
Em janeiro de 2019, Adriano da Nóbrega foi um dos 13 alvos da "Operação Os Intocáveis", deflagrada pelo Ministério Público do Rio de Janeiro para prender milicianos das comunidades de Rio das Pedras e Muzema, cujos criminosos arrecadavam recursos financeiros através da extorsão de moradores e comerciantes da região, por meio da cobrança de taxas referentes a "prestação de serviços" como segurança, da agiotagem e do monopólio da venda do gás de cozinha, entre outras atividades. Segundo os promotores, essa renda proveniente das atividades criminosas financiava empreendimentos imobiliários ilegais na região, um dos quais desmoronou, matando 24 pessoas em Muzema. Além de ser apontado como um dos chefes da quadrilha de milicianos conhecida como Escritório do Crime, Adriano da Nóbrega era também réu em processos que tratam de grilagem de terras na região de Vargem Grande e Recreio dos Bandeirantes, na zona oeste do Rio de Janeiro. Durante a operação, contudo, o milicano conseguiu escapar das autoridades e fugiu, tornando-se foragido da Justiça brasileira.
No final de janeiro de 2020, Adriano da Nóbrega foi alvo de uma operação conjunta das polícias civis da Bahia e do Rio de Janeiro em um condomínio em Porto de Sauípe, na cidade baiana de Entre Rios, mas o miliciano não foi localizado pelos agentes.
Adriano seria localizado no município de Esplanada em 9 de fevereiro. Segundo a versão oficial divulgada pelo governo da Bahia, quando os policiais o encontraram, o miliciano teria efetuado disparos e, na troca de tiros, teria sido baleado e levado a um hospital da região antes de morrer. De acordo com o advogado de Adriano, o ex-policial temia ser assassinado em uma "queima de arquivo".

## Na cultura popular
As ligações de Adriano da Nóbrega com os banqueiros do jogo do bicho são assunto principal do quinto episódio da minissérie documental da Globoplay, Vale o Escrito - A Guerra do Jogo do Bicho, lançada em 2024. Um filme sobre sua vida será rodado em 2025, pelo diretor Heitor Dhalia.

## Condecorações e menções
- Menção honrosa, moção de louvor e congratulações pela Assembleia Legislativa do Rio de Janeiro, por iniciativa do deputado estadual Flávio Bolsonaro, em 2003.[26]
- Medalha Tiradentes concedida pela Assembleia Legislativa do Rio de Janeiro, por iniciativa do deputado estadual Flávio Bolsonaro, em 2005.[12][13]